# Wodefit Gesgeshi Widd Innat Ityopp'ya
"Wodefit Gesgeshi Widd Innat Ityopp'ya" é o hino nacional da Etiópia. A letra é de Dereje Melaku Mengesha e a música de Solomon Lulu Mitiku. Foi adotado em 1992.

## Historia
Antes de Haile Selassie se tornar imperador da Etiópia, ele visitou Jerusalém em 1923, onde uma banda composta de jovens sobreviventes do genocídio chamou sua atenção. Ele adotou esses quarenta órfãos, que vieram para Addis Ababa liderados por seu maestro Kevork Nalbandian. Este grupo formou o núcleo da primeira orquestra oficial do país.  Após algumas idas e vindas, Haile Selassie e chefes do país cederam à resistência por parte dos armênios “de tocar a música de um país que matou seus pais”. Kevork Nalbandian acabou compondo o próprio hino nacional da Etiópia, que permaneceu em uso até que o país passou por uma revolução em 1974. 

### Letra emamárico
የዜግነት ክብር በ ኢትዮጵያችን ፀንቶ
ታየ ህዝባዊነት ዳር እስከዳር በርቶ
ለሰላም ለፍትህ ለህዝቦች ነፃነት
በእኩልነት በፍቅር ቆመናል ባንድነት
መሰረተ ፅኑ ሰብዕናን ያልሻርን
ህዝቦች ነን ለስራ በስራ የኖርን
ድንቅ የባህል መድረክ ያኩሪ ቅርስ ባለቤት
የተፈጥሮ ፀጋ የጀግና ህዝብ እናት
እንጠብቅሻለን አለብን አደራ
ኢትዮጵያችን ኑሪ እኛም ባንቺ እንኩራ።

### Transliterado
Yäzêgennät Keber Bä-Ityopp'yachen S'änto
Tayyä Hezbawinnät Dar Eskädar Bärto.
Läsälam Läfeteh Lähezboch Näs'annät;
Bä'ekkulennät Bäfeqer Qomänal Bä'andennät.
Mäsärätä S'enu Säbe'enan Yalsharen;
Hezboch Nän Läsera Bäsera Yänoren.
Denq Yäbahel Mädräk Yä'akuri Qers Baläbêt;
Yätäfät'ro S'ägga Yä'jägna Hezb ennat;
Ennet'äbbeqeshallän Alläbben Adära;
Ityopp'yachen nuri Eññam Banchi Ennekura!

### Tradução para oInglês
Respect for citizenship is strong in our Ethiopia;
National pride is seen, shining from one side to another.
For peace, for justice, for the freedom of peoples,
In equality and in love we stand united.
Firm of foundation, we do not dismiss humanness;
We are people who live through work.
Wonderful is the stage of tradition, mistress of a proud heritage,
Natural grace, mother of a valorous people.
We shall protect you - we have a duty;
Our Ethiopia, live! And let us be proud of you!

### Tradução para português
O respeito à cidadania é forte na nossa Etiópia;
O orgulho nacional é visto brilhando por todo o lado.
Pela paz, pela justiça, pela liberdade dos povos,
Na igualdade e no amor estamos unidos.
Firmes na fundação, nós não descartamos humanidade;
Somos povos que vivem através do trabalho.
Maravilhoso é o palco da amante de tradição, do patrimônio orgulhoso,
Mãe da virtude natural, mãe de um povo valoroso.
Devemos protegê-lo – temos o dever;

Nosso Etiópia, ao vivo! E vamos ter orgulho de você!
1. ↑  «O antigo hino nacional da Etiópia foi composto por um armênio». 100 Anos, 100 Fatos sobre a Armênia. Consultado em 21 de fevereiro de 2023
2. ↑  «Hino da Etiópia - Hinos de Países». Letras.mus.br. Consultado em 21 de fevereiro de 2023
3. ↑  admin (2 de junho de 2016). «Hino Nacional da Etiópia». Portal São Francisco. Consultado em 21 de fevereiro de 2023